# Manōlīs Rovithīs
Manōlīs Rovithīs (in greco Μανώλης Ροβίθης?; Candia, 16 settembre 1992) è un calciatore greco, centrocampista dell'Atsaleniou.

## Carriera
Ha giocato nella massima serie greca.

## Statistiche

### Presenze e reti nei club
Statistiche aggiornate al 16 gennaio 2022.
| Stagione         | Squadra             | Campionato       | Campionato | Campionato | Coppe nazionali | Coppe nazionali | Coppe nazionali | Coppe continentali | Coppe continentali | Coppe continentali | Altre coppe | Altre coppe | Altre coppe | Totale | Totale |
| Stagione         | Squadra             | Comp             | Pres       | Reti       | Comp            | Pres            | Reti            | Comp               | Pres               | Reti               | Comp        | Pres        | Reti        | Pres   | Reti   |
| ---------------- | ------------------- | ---------------- | ---------- | ---------- | --------------- | --------------- | --------------- | ------------------ | ------------------ | ------------------ | ----------- | ----------- | ----------- | ------ | ------ |
| 2010-2011        | Vyzas               | FL2              | ?          | ?          | CG              | 0               | 0               |                    | -                  | -                  |             | -           | -           | 0      | 0      |
| 2011-2012        | Vyzas               | FL               | 26         | 3          | CG              | 1               | 0               |                    | -                  | -                  |             | -           | -           | 27     | 3      |
| Totale Vyzas     | Totale Vyzas        | Totale Vyzas     | 26+        | 2+         |                 | 1               | 0               |                    | -                  | -                  |             | -           | -           | 27+    | 2+     |
| 2012-2013        | OFI Creta           | SL               | 4          | 0          | CG              | 1               | 0               |                    | -                  | -                  |             | -           | -           | 5      | 0      |
| 2013-2014        | OFI Creta           | SL               | 11         | 1          | CG              | 2               | 0               |                    | -                  | -                  |             | -           | -           | 13     | 1      |
| 2014-2015        | OFI Creta           | SL               | 17         | 0          | CG              | 5               | 0               |                    | -                  | -                  |             | -           | -           | 22     | 0      |
| Totale OFI Creta | Totale OFI Creta    | Totale OFI Creta | 32         | 1          |                 | 8               | 0               |                    | -                  | -                  |             | -           | -           | 40     | 1      |
| 2015-2016        | Larissa             | FL               | 18         | 3          | CG              | 4               | 0               |                    | -                  | -                  |             | -           | -           | 22     | 3      |
| 2016-gen. 2017   | OFI Creta           | FL               | 1          | 0          | CG              | 2               | 0               |                    | -                  | -                  |             | -           | -           | 3      | 0      |
| gen.-giu. 2017   | Sparta              | FL               | 13         | 0          |                 | -               | -               |                    | -                  | -                  |             | -           | -           | 13     | 0      |
| 2017-2018        | Ergotelīs           | FL               | 11         | 0          | CG              | 2               | 1               |                    | -                  | -                  |             | -           | -           | 13     | 1      |
| 2018-2019        | Ergotelīs           | FL               | 18         | 6          | CG              | 4               | 0               |                    | -                  | -                  |             | -           | -           | 22     | 6      |
| 2019-2020        | Ergotelīs           | SL2              | 18         | 9          | CG              | 2               | 0               |                    | -                  | -                  |             | -           | -           | 20     | 9      |
| Totale Ergotelīs | Totale Ergotelīs    | Totale Ergotelīs | 47         | 15         |                 | 8               | 1               |                    | -                  | -                  |             | -           | -           | 55     | 16     |
| 2020-2021        | Alkī Oroklini       | B                | ?          | ?          | CC              | 1               | 0               |                    | -                  | -                  |             | -           | -           | 1      | 0      |
| 2021-gen. 2022   | Anagennīsī Karditsa | SL2              | 2          | 0          | CG              | 0               | 0               |                    | -                  | -                  |             | -           | -           | 2      | 0      |
| Totale carriera  | Totale carriera     | Totale carriera  | 139+       | 22+        |                 | 24              | 2               |                    | -                  | -                  |             | -           | -           | 163+   | 24+    |